# Thomas Allen (śpiewak)
Thomas Boaz Allen, CBE (ur. 10 września 1944) – brytyjski artysta operowy śpiewający barytonem. Jest uznawany za jednego z najlepszych barytonów lirycznych końca XX wieku. W październiku 2011 został mianowany rektorem Durham University, którą to funkcję pełnił do lipca 2022.